# Heber Píriz
Hebert Rubens González Píriz (Montevideo, 25 de febrero de 1956 - Ib., 3 de septiembre de 2021) fue un cantautor uruguayo referente de la comunidad afrodescendiente.

## Biografía
Comenzó su carrera musical a los 13 años de edad en la comparsa de negros y lubolos Serenata Africana. Su trayectoria en carnaval siguió en otras comparsas como Serenata Africana, Marabunta, Sinfonía de Ansina, Tronar de tambores, Sarabanda, Concierto Lubolo, Kanela y su Barakutanga, entre otras. Fue cantante, compositor y arreglador, obteniendo 12 primeros premios como carnavalero.

### The Platters
Es de destacar su participación en el grupo musical estadounidense de rhythm and blues y doo wop: The Platters.
"A principios de 1979 yo me encontraba siendo parte de una obra de teatro escrita por Ángel Armagno y dirigida por Elena Valdea, y estábamos en un ensayo en el Teatro de los Pocitos, y vino alguien representando a Los Plateros, y yo no quería ir. Ángel o yo, no sé cuál de los dos, pensó en Heber, y el que se fue con Los Plateros fue él. Después volvieron y ahí sí yo dije que sí. Ensayamos acá en Montevideo, en Sayago. La banda era argentina, pero la dirigía un uruguayo, Horacio (no recuerdo el apellido). Era una especie de franquicia de Los Plateros para el Cono Sur. Y anduvimos recorriendo toda la Argentina, algo de Paraguay, Uruguay y Brasil, dos años sin parar. Teníamos que decir que éramos de Estados Unidos. En un momento nos fuimos, cansados de eso, pero ahí pudimos arreglar para poder «ser uruguayos». Teníamos cada uno un tema solista. Heber hacía «Yesterday» y la rompía. Se ponía a bailar y se ganaba al público. Fue un aprendizaje maravilloso y, si bien ya nos conocíamos con Heber, esa convivencia tan larga fue muy importante. El tipo tenía talento." Néstor Silva (músico y compañero de varios proyectos en conjunto). 
"La primera vez que vine a la Argentina fue en los 70 ́. Cuando muere Howard Gueyton de Los Plateros en un hotel de por acá, tenían tantas contrataciones que necesitaban urgente un suplente. Como yo estaba inscripto en la sociedad de músicos, buscaron un reemplazo y me encontraron a mí. En esa época yo tendría 20 años y escuchaba a Jimmy Hendrix, ¡¿pero Los Plateros?! Los escuchaba mi abuela. Trabajé con ellos durante tres años y después de todo eso quise volver a mi identidad, no me conocía nadie y empecé a viajar por Latinoamérica". Heber Píriz (Reportaje de Tito Dall’Occhio y Guido Zappacosta).

### Buenos Aires
En el año 2006 emigra por segunda vez a Argentina (Buenos Aires), desarrollando una serie de proyectos y uno en particular del que él se sentía orgulloso de llevarlo a cabo, cantar en el Subte y en los trenes de la ciudad de Buenos Aires:
"Entonces ensayamos un poquito los arreglos y con toda la vergüenza me metí en el subterráneo, donde la gente está a tu alrededor y te mira muy de cerca, era algo muy extraño, algo nuevo. Ahora ya me acostumbré, me podés poner en el Madison Square Garden o en el Luna Park que va a ser un juego para mí. Después, como los compañeros con los que tocaba no podían hacerlo todos los días, tuve que producir solo y, como el subterráneo me resultaba muy ruidoso, me subí al tren. Acá conocí a Javier Ortuño (guitarrista), una vez nos encontramos tocando y dijimos: Dale, toquemos juntos, casi como un juego. Lo mismo sucedió con Daniel Morman y con Angel Blank (guitarristas). Fue un gustazo que esos pequeños equipos se hayan formado, creo que esto enriquece el nivel de la música en los trenes, espero que la gente se dé cuenta".

### La Licuadora
Esta banda fue una experiencia de fusión Candombe-Rap, en la que tuvo un rol protagónico como compositor, arreglador y cantante. Existe sólo un registro en Youtube, en ocasión del Certamen "Yamaha Band Explosion" en el año 1997, emitido por Canal 10 de Montevideo.
- Integrantes: Heber Píriz (voz), Leonardo "Pollo" Manfrini (teclados), Carlos "Pato" Roves (guitarra), Carlos Pla (bajo), Leonardo Haedo (percusión) y Martín Muguerza (batería).

### Ruben Blades y "Cuentas del alma"
En 2001 participa con cuatro temas en el CD Colectivo "Música negra de la ciudad de Montevideo Vol.1". Entre esos cuatro temas graba una versión en Candombe de "Cuentas del alma", del cantautor panameño Rubén Blades. Tal fue la repercusión y la calidad artística de la interpretación que el propio Blades en su cuenta de Twitter posteó:
"Hola Heber Píriz! Gracias por esta excelente versión de Cuentas del Alma. Un abrazo grande! Rubén. Desde Uruguay, recomendada versión de “LAS CUENTAS DEL ALMA”, en ritmo de Candombe".

### Milongón de la Mama vieja
Unos de sus temas más queridos y con el que las nuevas generaciones lo conocen es el "Milongón de la Mama vieja":
"Milongón de la mama vieja / milongón que me hace soñar / pollerón, trompo enarbolado / de puntillas y estrellas girando al compás. / Veo que al compás de los años / te ves más bonita que ayer / Mama dulce dame de tu encanto / que te vean bailar muy sabroso / con tu abanico. / El Gramillero yo soy el Gramillero yo soy / yo traigo yuyos que curan penas / del corazón y del alma / puedo a la gente curar con mi modo de bailar / cada pasito es quitar lo malo de este lugar. / El Gramillero yo soy el Gramillero yo soy / soy el galán que a la mama vieja vino a buscar al candombe / puedo a la gente curar con mi modo de bailar / cada pasito es quitar lo malo de este lugar."

### El último café
Fue muy conocida su versión "candombera" del tema de Cátulo Castillo y Héctor Stamponi. La primera versión la interpretó para la serie "Tocá Madera" del Canal Encuentro (Argentina) en el año 2009, junto con Javier Ortuño en la guitarra. Luego la grabó en el CD "Cantor Omnibusero" en el año 2021.

### Yacaré - Productora Audiovisual
El 29 de marzo de 2019, en el Estudio "La Ratonera", en Montevideo, Heber grabó 2 temas con la Productora Yacaré: "A los Santos" de su propia autoría y "Candombe para Figari" de Ruben Rada. El registro se convirtió, con el correr de los años, en un testimonio de su talento interpretativo.
- Los músicos acompañantes fueron: Diego Azar (guitarra), Marcelo Tito Castro (tambor "Chico") y Álvaro Salas (tambor "Piano"). Producción musical, grabación y mezcla: Diego Azar / Camarógrafos: Nicolás Macchi - Federico Sallés - Mateo Soler / Edición y corrección de color: N.Macchi - F. Sallés.

### Homenaje
El 30 de octubre de 2021 se le realizó un homenaje organizado por la Comisión Vecinal Aguada, en la plazoleta de Pozos del Rey y Avenida Libertador, contando con el apoyo del Municipio B de la ciudad de Montevideo. El acto contó con la presencia de un importante número de Mamas Viejas y Gramillas, así también con la actuación de "La Peatonal Candombera", de Damián Gularte y del Coro "Afrogama", dirigido por Chabela Ramírez.

## Discografía

### Como Solista
- 2021 - "Cantor Ominibusero". (Grabado y mezclado en "Tribal Records Estudios" por Ricky Lorenzo y Christian Toledo, comenzando en el año 2009 y retomando mezcla y overdubs entre 2020 y 2021). Producción Artística y Ejecutiva: Christian Toledo.[15]
- 2021 - "Turista en Carnaval". (Tambora Records - 7636-2). Grabado en el estudio Tambora Records. Producción: Damián Gularte).[16][17][18]

Sesión de fotos para el CD "Turista en Carnaval": Mercedes Xavier
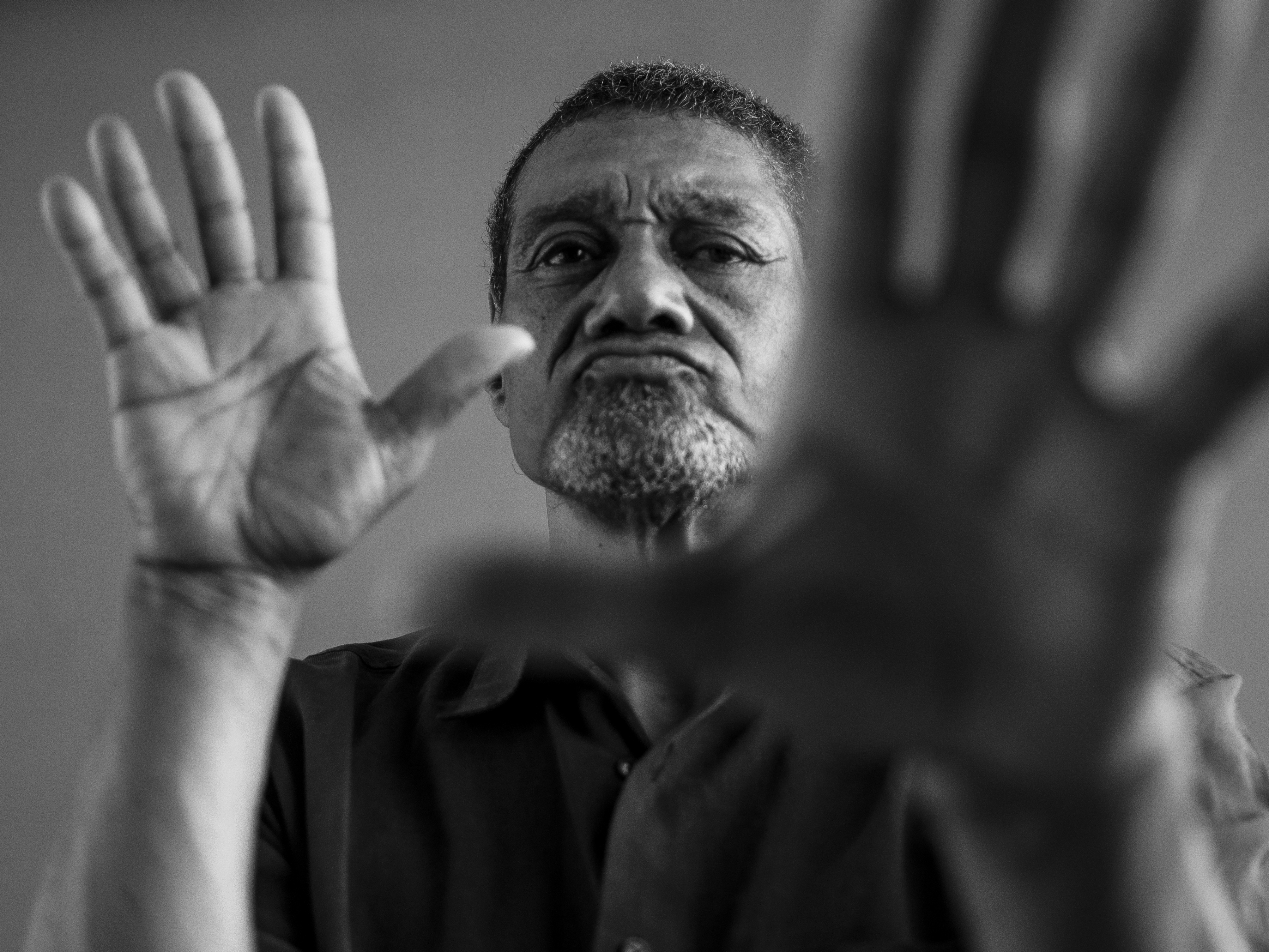
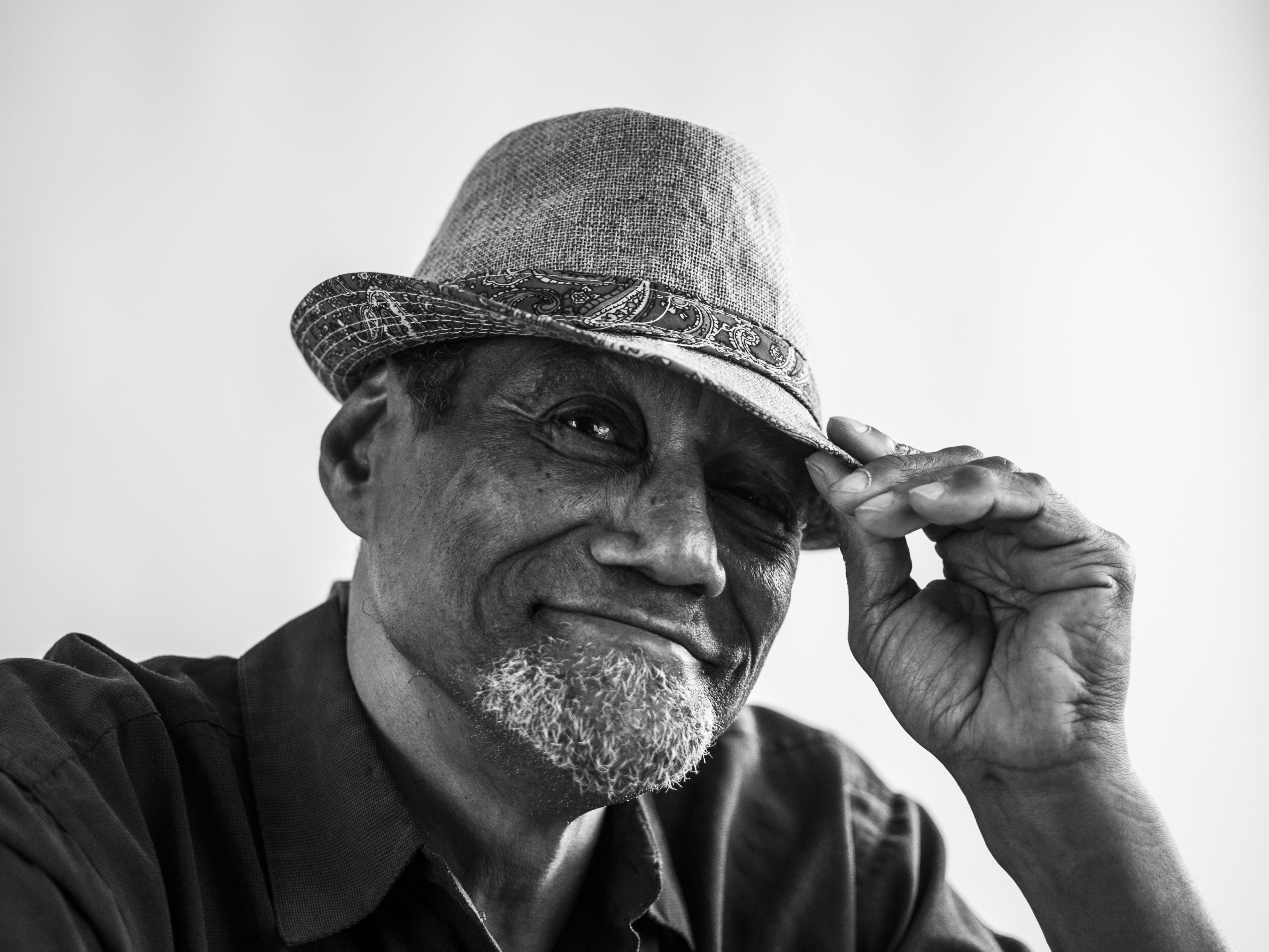
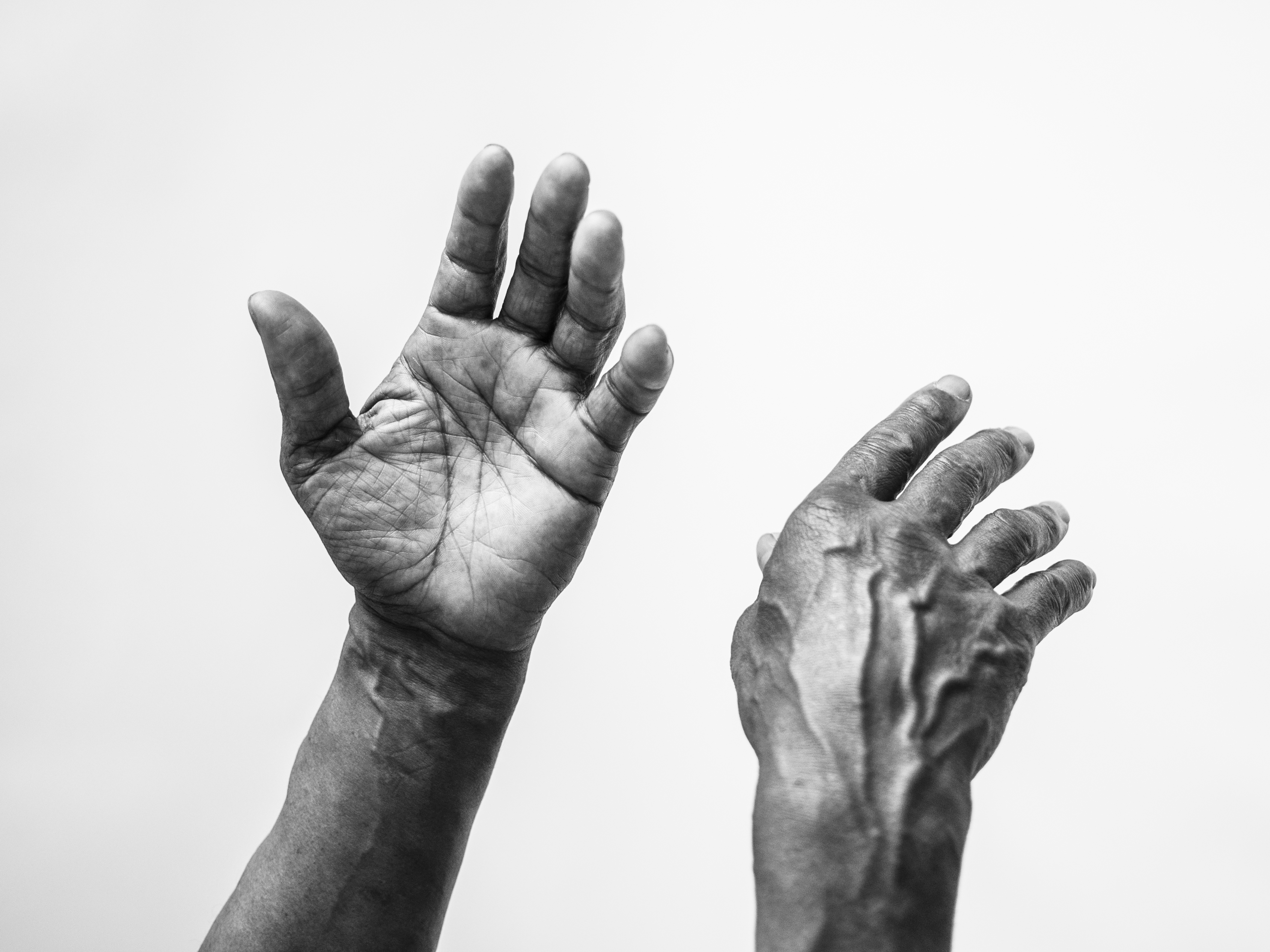
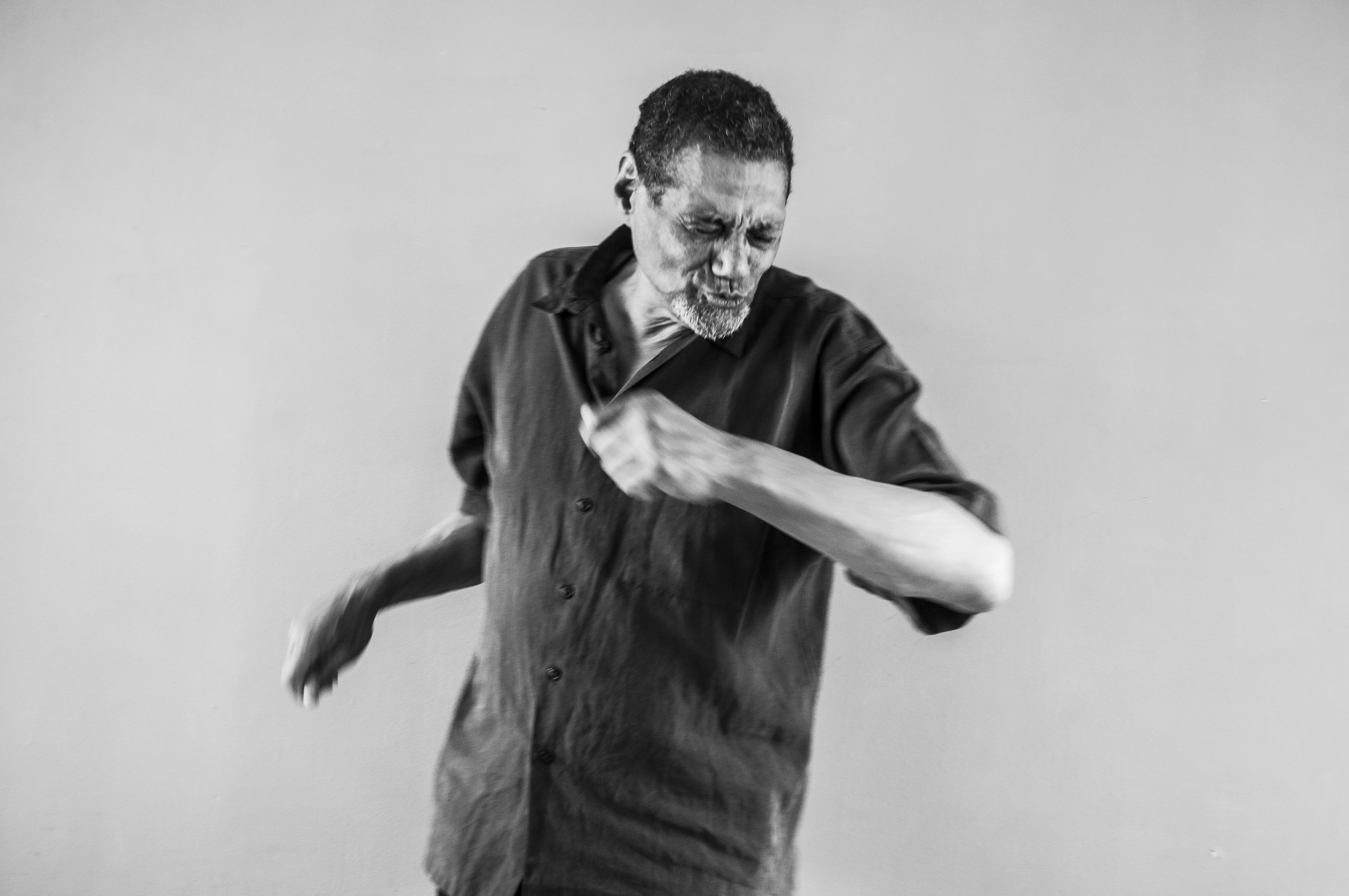
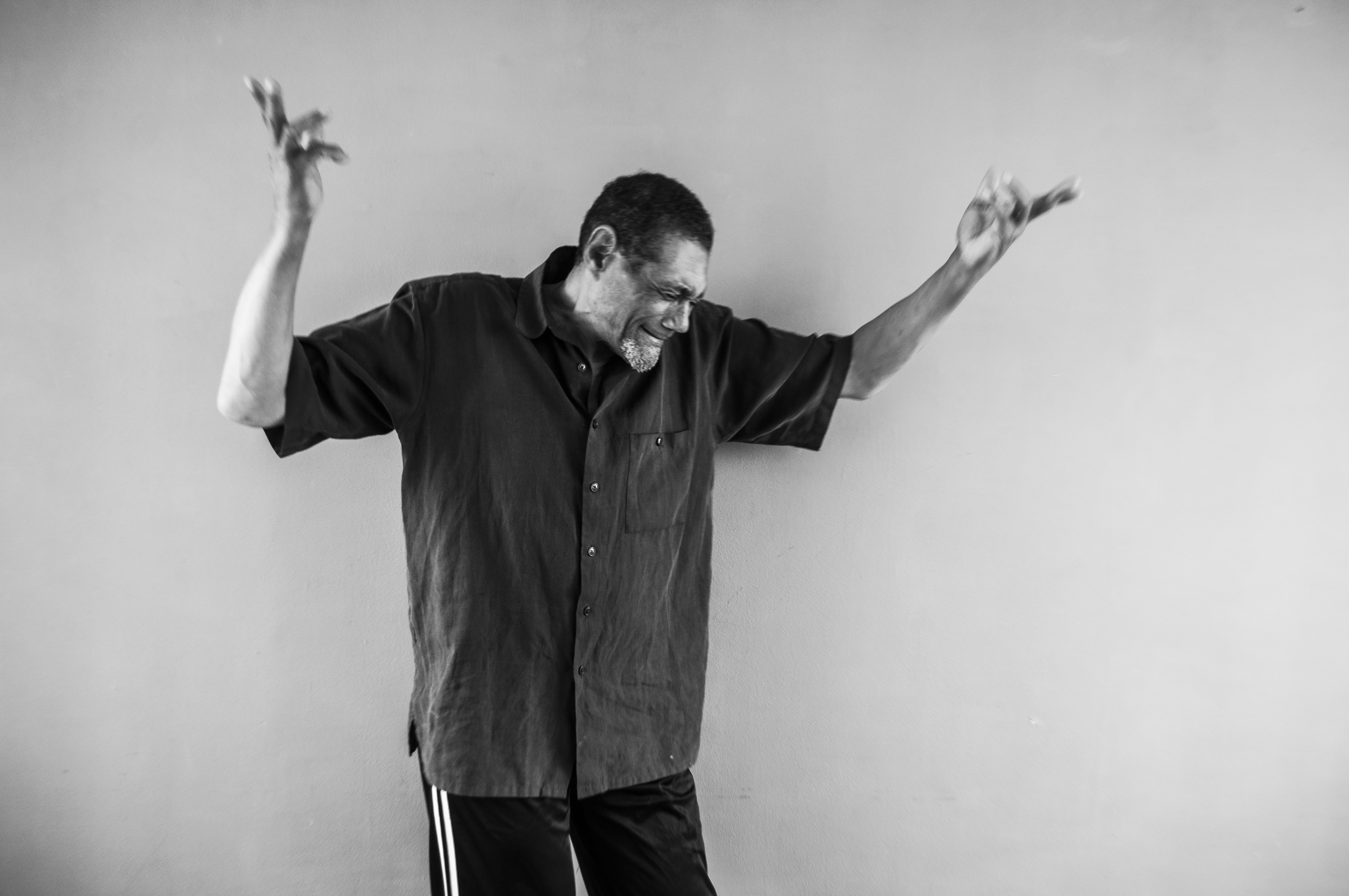

### Con "Días de Blues"
- 1991 - "Días de Blues - En vivo" (Sondor 4.748-4).[19]

### Con Jorginho Gularte
- 1996 - "Fata Morgana" (Tambora Records - A5640). Tema: 02-Qué bien".[20]

### Con Yábor
- 1990 - "Afrikanías" (Ecosound – 37202).[21]

### Participación en trabajos colectivos:
- 1999 - "Candombe Final" (Ciclope Ltda - Montevideo Music Group). Tema: 02-Botija de mi País (Serenata Africana).[22]
- 2001 - "Música negra de la ciudad de Montevideo Vol.1" (Mañas - 2447-2). Temas: 04-Milongón de la Mama Vieja / 07-La Carta / 10-Cuentas del alma / 11-Danzas y propuestas. (Mañas - 2447-2). Grabado en Estudios Del Cordón por Luis Restuccia. Proyecto: Daniel Morena Amorelli y Sergio Ortuño. Producción General.: Sergio Ortuño. CD declarado de interés nacional por el Ministerio de Turismo, y avalado por la Intendencia Municipal de Montevideo.[23]
- 2004 - "Regularte" (Tambora Records – 3049-2). Tema 03-Desalojo.[24]